# Dieter Janecek

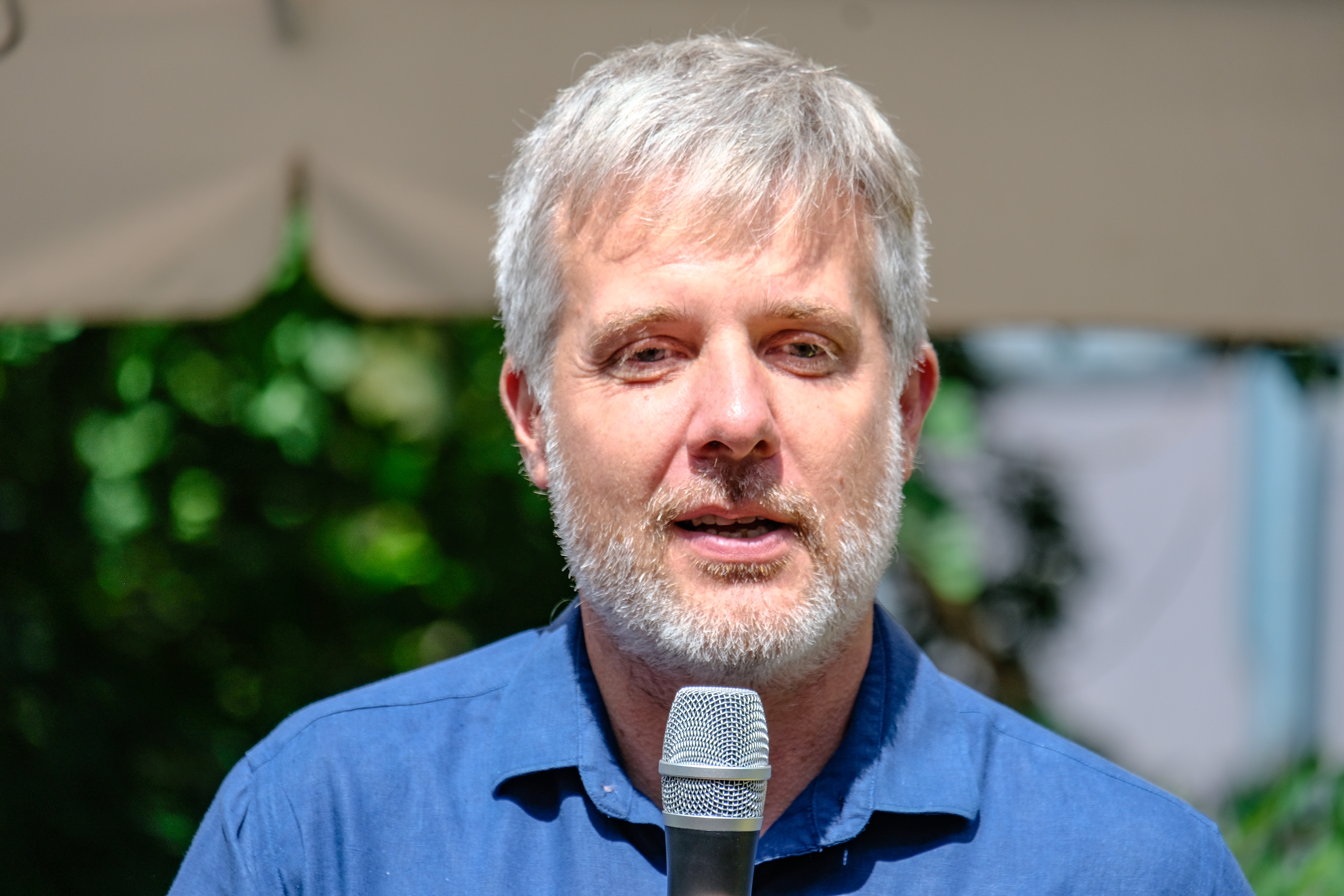
Dieter Janecek (2023)

Dieter Gerald Janecek (* 25. Mai 1976 in Pirmasens) ist ein deutscher Politiker (Bündnis 90/Die Grünen). Er war von 2013 bis 2025 Mitglied des Deutschen Bundestages. Von 2023 bis 2025 war er Koordinator der Bundesregierung für die maritime Wirtschaft und Tourismus.

## Leben
Dieter Janecek wuchs überwiegend in Eggenfelden auf, wo er 1995 am Karl-von-Closen-Gymnasium Eggenfelden mit dem Abitur abschloss. Er ist seit 2001 Diplom-Politologe der Hochschule für Politik in München.
Janecek ist verheiratet und hat drei Kinder. 2015 zog er von München nach Wolnzach um, seit 2022 wohnt er mit Familie in Berlin.

## Politische Laufbahn
Janecek arbeitete nach seinem Studium zunächst als PR-Berater und wurde 2003 Referent für interne Kommunikation bei Bündnis 90/Die Grünen Bayern. Er war von 2005 bis 2008 ihr Landesgeschäftsführer und wurde auf der Landesdelegiertenkonferenz im Oktober 2008 in Rosenheim zum bisher jüngsten Landesvorsitzenden der bayerischen Grünen gewählt. Mit seiner Wahl trat er in diesem Amt die Nachfolge von Sepp Daxenberger an, der aufgrund der in den Parteistatuten geregelten Trennung von Amt und Mandat den Landesvorsitz niederlegte. Janecek wurde auf der Landesversammlung im Oktober 2010 mit 89,1 % wiedergewählt und im Oktober 2012 zum zweiten Mal ohne Gegenkandidat mit 83,6 % der Delegiertenstimmen als Landesvorsitzender in seinem Amt bestätigt.
Dieter Janecek wird politisch dem „Realo“-Flügel zugeordnet, von 2013 bis Anfang 2018 fungierte er als einer der beiden Flügel-Koordinatoren der Bundestagsfraktion.
Janecek hat die Zukunftskongresse Mein Bayern und die Dialogreihe Nachhaltiges Wirtschaften der bayerischen Grünen initiiert, und auf seine Initiative hin starteten die Münchner Grünen das erfolgreiche Bürgerbegehren gegen die 3. Startbahn am Flughafen München. Er ist Gründungsmitglied des überparteilichen Thinktanks Die Transformateure. Zu seinen Schwerpunktthemen gehören ökologische Transformation, grüne Industriepolitik, Mobilität, Energiepolitik und nachhaltiger Umgang mit natürlichen Ressourcen. Janecek gilt als regelmäßiger Ansprechpartner von Industrie und Mittelstand und ist für seine aktive Rolle in den sozialen Medien bekannt.
Von 2008 bis 2013 vertrat er die Grünen im Bezirkstag von Oberbayern und von 2010 bis 2013 auch im Münchener Bezirksausschuss Neuhausen-Nymphenburg.
Janecek sorgte 2008 für Aufsehen, als er ein Urteil des Europäischen Gerichtshofs erwirkte, das direkt betroffenen Bürgern das Recht einräumt, von den zuständigen Behörden Maßnahmen zur Verringerung von grenzwertüberschreitenden Feinstaubbelastungen einzufordern. Die Stadt München war deshalb gezwungen, eine Umweltzone auszuweisen.
Im Juli 2012 wurde er zum Direktkandidaten der Grünen im Wahlkreis 221 München-West/Mitte für die Bundestagswahl 2013 nominiert. Er erzielte 13,1 % der Erststimmen, weniger als das Zweitstimmenergebnis der Grünen von 15,5 % in diesem Wahlkreis; das Direktmandat ging mit 42,6 % an den CSU-Bewerber Hans-Peter Uhl. Janecek zog über die Landesliste (Listenplatz 4) der bayerischen Grünen in den Bundestag ein. Janecek war in der 18. Wahlperiode (2013–2017) wirtschaftspolitischer Sprecher seiner Fraktion, in der 19. Wahlperiode (2017–2021) fungierte er zunächst als Obmann seiner Fraktion im Digitalausschuss sowie als Sprecher für Digitalwirtschaft und Digitale Transformation. Seit Oktober 2019 ist er Sprecher für Industriepolitik und digitale Wirtschaft seiner Fraktion und zusätzlich Obmann im Wirtschaftsausschuss. Seit 2013 ist er Vollmitglied im Ausschuss für Energie und Wirtschaft sowie im Ausschuss für die Digitale Agenda. Seit September 2018 ist er weiterhin Mitglied der neu konstituierten Enquete-Kommission Künstliche Intelligenz – Gesellschaftliche Verantwortung und wirtschaftliche, soziale und ökologische Potenziale des Deutschen Bundestages. Zudem ist er stellvertretender Vorsitzender der Deutsch-Österreichischen Parlamentariergruppe.
Bei der Wahl des Landesvorsitzenden im Oktober 2014 ließ sich Janecek nicht zur Wiederwahl aufstellen. Sein Nachfolger wurde Eike Hallitzky.
Bei der Bundestagswahl 2021 verfehlte er das Direktmandat knapp und zog über Platz 4 der Landesliste wieder in den 20. Deutschen Bundestag ein. Dort ist er ordentliches Mitglied im Wirtschaftsausschuss und stellvertretendes Mitglied im Ausschuss für Bildung, Forschung und Technikfolgenabschätzung sowie im Ausschuss für Klimaschutz und Energie. Bei der Bundestagswahl 2025 verfehlte er das Direktmandat mit 28,9 % der gültigen Erststimmen gegenüber Stephan Pilsinger, der 34,7 % erreichte. Da er keinen Listenplatz erhalten hatte, schied er mit Ablauf der 20. Wahlperiode aus dem Bundestag aus.
Janacek wurde am 18. Januar 2023 zum Koordinator der Bundesregierung für die maritime Wirtschaft und Tourismus berufen. In diesem Amt folgte er Claudia Müller nach. Am 28. Mai 2025 wurde Janecek in diesem Amt von Christoph Ploß abgelöst. Seit Juli 2025 arbeitet Janecek als „Global Head of Public Affairs“ für Hersteller von Antriebssystemen Flender.

## Politische Standpunkte

### Verkehrspolitik
2016 erregte Janecek große Aufmerksamkeit mit seiner Forderung, rote Ampeln für Radfahrer nach dem Vorbild des „Idaho-Stop“ freizugeben. Fahrradfahrer müssten demnach rote Ampeln wie Stop-Schilder behandeln und könnten nach Verkehrslage beurteilen, ob sie Kreuzungen überqueren.
Von „rotfreien Ampeln“ verspricht sich Dieter Janecek einen flüssigen Verkehr und eine erhöhte Verkehrssicherheit. Entsprechende Regelungen gelten im US-Bundesstaat Idaho seit 1982, seit 2011 in einigen Counties von Colorado, in der französischen Hauptstadt Paris seit 2012 und seit 2017 im US-Bundesstaat Delaware. Freies Rechtsabbiegen für Radfahrer an roten Ampeln ist bereits seit 1990 in den Niederlanden gestattet, seit 2012 in vielen französischen Städten und in Belgien.

### Digitalisierung, Umwelt- und Wirtschaftspolitik
Im Dezember 2017 veröffentlichte Janecek gemeinsam mit den baden-württembergischen Grünen Abgeordneten Danyal Bayaz und Anna Christmann ein Positionspapier zu einem Green Digital Deal. Die Digitalisierung sehen die Abgeordneten als Chance, einen Wandel im Ressourcenverbrauch, neue Mobilitätskonzepte und innovative Unternehmensgründung.
Janecek ist Mitglied des politischen Beirats des 3D-Druck-Verbands sowie des Deutschen KI-Verbandes. Janecek fordert einen Regulierungsrahmen für Künstliche Intelligenz und eine verstärkte Forschung zu KI- und Algorithmen-Ethik, sprach aber im Kontext der Äußerungen von Elon Musk zu den Gefahren Künstlicher Intelligenz von „Alarmismus“.

### Drogenpolitik
2015 forderte Dieter Janecek gemeinsam mit Joachim Pfeiffer (wirtschafts- und energiepolitischer Sprecher der CDU/CSU-Bundestagsfraktion) in einem fraktionsübergreifenden Positionspapier die Legalisierung von Cannabis nach dem Vorbild von US-Bundesstaaten wie Colorado oder Washington. Beide kritisierten den wachsenden Schwarzmarkt für den Umsatz illegaler Drogen und die Kosten der strafrechtlichen Verfolgung der Drogenkonsumenten (1–2 Milliarden Euro pro Jahr), Geld, das man besser in die Bekämpfung des Schwarzmarkts investieren könne.
Durch die Kriminalisierung befürchteten sie die Beimischung lebensbedrohlicher Substanzen sowie eine Querfinanzierung krimineller Milieus. Die Abgeordneten forderten einen intensiven Fokus auf Präventionsarbeit und eine kontrollierte Abgabe cannabishaltiger Produkte zum Schutz von Minderjährigen. Durch Steuereinnahmen erwarteten sie Steuermehreinnahmen im Bereich von 1–2 Milliarden Euro und damit eine potenzielle Selbstfinanzierung der Präventions- und Aufklärungsarbeit.
Kritik kam von Gesundheitsminister Hermann Gröhe (CDU). Er befürchtete eine Verharmlosung der gesundheitlichen Folgen des Cannabiskonsums und lehnte die Entkriminalisierung ab.

### Covid-19-Pandemie
Janecek sprach sich wiederholt öffentlich gegen Schulschließungen, eine Maskenpflicht an Grundschulen oder eine allgemeine Impfpflicht aus. Er plädierte gleichzeitig für ein verbindliches Home-Office-Gebot. In der Debatte um die Einführung einer Impfpflicht war er Mitinitiator eines interfraktionellen Gesetzentwurfs, der ein gestuftes Vorgehen mit einer verpflichtenden Beratung und einer späteren möglichen Impfpflicht ab 50 Jahren vorsah. In der Debatte um die Impfempfehlung für 12- bis 17-Jährige verteidigte er die STIKO gegen Kritik von Bayerns Ministerpräsident Markus Söder.

## Mitgliedschaften
Janecek ist Mitglied im Bund Naturschutz und im Verein gegen betrügerisches Einschenken.